# Holovenkî, Borzna
Holovenkî (în ucraineană Головеньки) este localitatea de reședință a comunei Holovenkî din raionul Borzna, regiunea Cernihiv, Ucraina.

## Demografie
Componența lingvistică a localității Holovenkî
     Ucraineană (98,23%)
     Rusă (1,69%)
     Alte limbi (0,08%)
Conform recensământului din 2001, majoritatea populației localității Holovenkî era vorbitoare de ucraineană (98,23%), existând în minoritate și vorbitori de rusă (1,69%).